# Mick Thomson
Michael Gordon Thomson (helytelenül írva Mick Thompson néven ismerik) (Des Moines, Iowa, 1973. november 3. –) az 1995-ben alapított Grammy-díjas nu metal zenekar, a  Slipknot szóló- és ritmusgitárosa. 1996. óta tagja folyamatosan a zenekarnak, elődje a zenekarban Craig Jones volt, aki Mick beléptével átkerült a sampler posztra a zenekarban.

## Pályafutása
Két fiú- és egy lánytestvére van. Első munkahelye egy gyorsétterem volt, itt két hétig dolgozott 14 évesen. 16 éves korában kezdett el gitározni, a Slipknotban való zenélés előtt gitárt oktatott, de még most is szívesen csinálja. A Slipknot előtt a Body Pit zenekarban gitározott (a Body Pit után több volt tag lett a Slipknot zenésze).
2012. október 5-én összeházasodott régebb óta ismert barátnőjével, Stacey Riley-jel.
A Slipknot mellett egy Malevolent Creation dalban gitározott, melynek címe Deliver My Enemy

## Érdekességek
- Ő a Slipknot második legmagasabb tagja 192 cm-rel, hat centiméterrel Jim Root gitáros után.
- A bal alkarján van egy tetoválás SEVEN felirattal.[3]